# Aulocalycidae
Aulocalycidae är en familj av svampdjur. Aulocalycidae ingår i ordningen Aulocalycoida, klassen glassvampar, fylumet svampdjur och riket djur. Enligt Catalogue of Life omfattar familjen Aulocalycidae 6 arter. 
Aulocalycidae är enda familjen i ordningen Aulocalycoida.
Kladogram enligt Catalogue of Life:
| Aulocalycidae | \| \| Aulocalyx \| \| \| \| \| \| Euryplegma \| \| \| \| \| \| Leioplegma \| \| \| \| \| \| Rhabdodictyum \| \| \| \| |
|               | \| \| Aulocalyx \| \| \| \| \| \| Euryplegma \| \| \| \| \| \| Leioplegma \| \| \| \| \| \| Rhabdodictyum \| \| \| \| |
|               | Aulocalyx |
|               | |
|               | Euryplegma |
|               | |
|               | Leioplegma |
|               | |
|               | Rhabdodictyum |
|               | |